# Javier Casas Cuevas
Javier Casas Cuevas (Bilbao, 9 mei 1982) is een gewezen Spaanse verdediger. 
Hij heeft de jeugdreeksen van Athletic Club de Bilbao doorlopen. In 2000 debuteert hij in Tercera División met CD Baskonia, dat nauw samenwerkt met Athletic Club de Bilbao en als C ploeg wordt gezien. Eén seizoen later doet hij de overstap naar de B ploeg, Bilbao Athletic, dat één reeks hoger uitkomt in de Segunda División B. Zijn opmars wordt beloond in het seizoen 2004-2005 wanneer hij deel uitmaakt van Athletic Club de Bilbao en zo zijn intrede in de A ploeg Primera División maakt. Tijdens het eerste seizoen kent hij zijn Europees debuut in de UEFA-cup. In januari 2009 wordt hij uitgeleend aan Córdoba CF, dat in de moeilijkheden zit in de Segunda División A. Deze overstap is geen groot succes, waardoor hij tijdens seizoen 2009-2010 overstapt naar reeksgenoot FC Cartagena. Ook daar slaagt hij er in de heenronde niet in om één wedstrijd te spelen, waarna hij tijdens de winterstop overstapt naar het in Segunda División B spelend CD Guijuelo.  Deze ploeg speelt tegen de degradatie en kan zich redden door als zestiende de testwedstrijden van Espanyol B te winnen.  Na deze succesvolle tussenstop van drie maanden verhuist hij naar de meer ambitieuze reeksgenoot Deportivo Alavés.  Op het einde van de reguliere competitie werd de derde plaats behaald, wat de ploeg toeliet tot de eindronde.  In de eerste ronde werd UD Melilla uitgeschakeld, maar in de twee ronde bleek CD Lugo te sterk te zijn. De speler zelf kon echter niet overtuigen en daardoor duurde het heel lang vooraleer zijn contract verlengd werd.